# Alex Pérez
Alejandro Daniel Pérez Kaufmann, detto Alex (San Diego, 1º luglio 1993), è un cestista statunitense con cittadinanza messicana.